# 新愛岐大橋
新愛岐大橋（しんあいぎおおはし）は、愛知県丹羽郡扶桑町小淵と、岐阜県各務原市鵜沼大伊木町に架かる予定の県道の橋である。名称は仮のものである。

## 概要
愛知県道・岐阜県道17号江南関線の木曽川の橋である愛岐大橋は慢性的な渋滞が発生しているのと、橋自体の老朽化もあり、1999年（平成11年）、愛岐大橋の上流約1.5kmに新たな橋を架橋することが計画される。この新愛岐大橋を含む区間は「一般県道扶桑各務原線」として計画されたが、地域高規格道路である岐阜南部横断ハイウェイの枝線の新愛岐道路として整備されることになり、扶桑町内ではイオンモール扶桑附近を通って国道41号（名濃バイパス）に接続する。2005年（平成17年）より周辺地域の整備が始まっている。
2015年（平成27年）9月時点では扶桑町側住民への対応や橋梁部分の詳細設計が未完了であることから、既に着工しているのは各務原市側の取り付け道路部分のみであった。当初は2021年（令和3年）完成予定だが、地元の合意形成に時間を要したこともあり、2016年（平成28年）時点では2027年（令和9年）完成予定であった。その後、完成予定時期は遅れており、2025年時点では令和11年度（2029年度）の予定である。

## 主要諸元
- 橋長：870.0 m
- 幅員：15.0 m